# ハインリヒ・シュミット

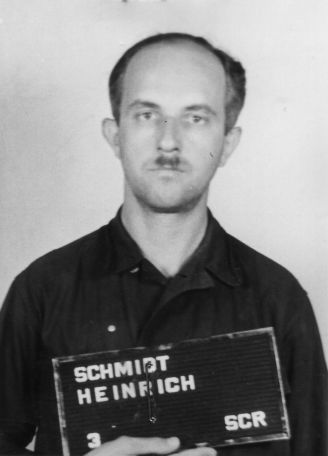
ハインリヒ・シュミット（1947年）

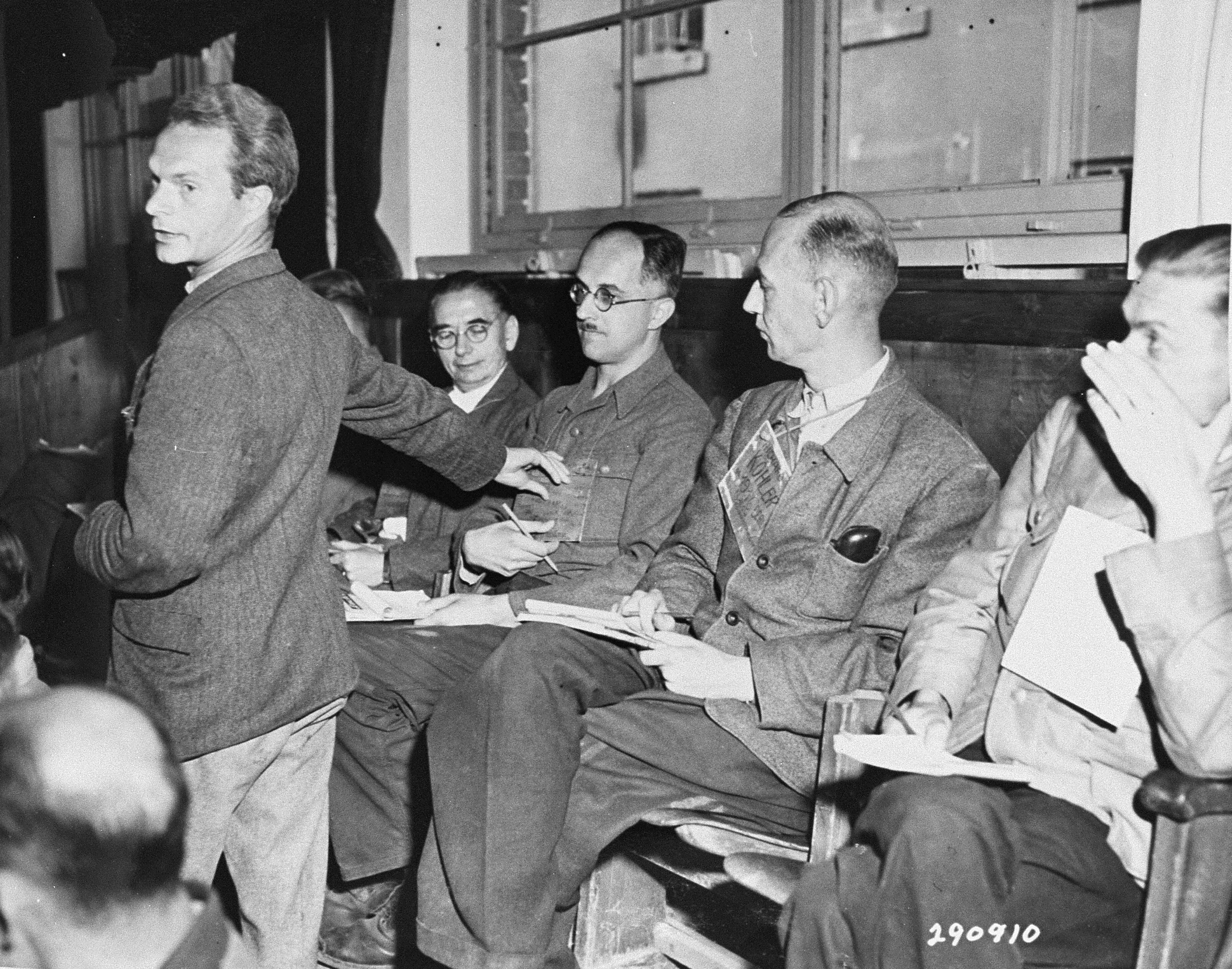
裁判中のシュミット（中央の着席している人物）。検察側証人である元収容者によって彼が収容所付医師であったことを確認されている（1947年）

エルンスト・ハインリヒ・シュミット（Ernst Heinrich Schmidt, 1912年3月27日 - 2000年11月28日）は、ドイツの医師、軍人。ナチス・ドイツの時代、親衛隊（SS）の軍医として収容所付医師などを務めた。SS隊員としての最終階級は親衛隊大尉。

## 経歴
1912年、アルテンブルクにて生を受ける。
1937年、ライプツィヒ大学にて医学博士号を取得。国家社会主義ドイツ労働者党（NSDAP, ナチ党）の党員であり、党員番号は555,294、SS隊員番号は23,069だった。第二次世界大戦勃発後、武装親衛隊の野戦病院に派遣された。
1941年、ブーヘンヴァルト強制収容所の収容所付医師に任命。1942年6月、マイダネク強制収容所に移る。1943年10月、グロース・ローゼン強制収容所の主任収容所付医師に任命。1944年9月、ダッハウ強制収容所に移る。1945年3月から1945年4月初頭まで、ミッテルバウ＝ドーラ強制収容所の外部収容所であるボールック兵舎強制収容所で収容所付医師として勤務。その後、ミッテルバウ＝ドーラ強制収容所の撤退の一環として、シュミットは4月8日あるいは9日にベルゲン・ベルゼン強制収容所に移動し、4月14日にイギリス軍の捕虜となった。10月25日のベルゲン・ベルゼン裁判では、アルフレート・クルツケと共に証言を行った。当時、シュミットは進駐軍がベルゲン・ベルゼン強制収容所跡地に設置した避難民収容所（DP-Camp）で主任医師を務めていた。
その後逮捕され、1947年8月7日から1947年12月30日のダッハウ裁判の一環として行われたダッハウ・ドーラ裁判にて起訴を受けるものの、無罪判決を受けている。
1975年11月26日、再び逮捕され、第三次マイダネク裁判にて、ガス室に誰を送るのかを選びうる立場にあったとして、少なくとも8人の収容者の殺害について、デュッセルドルフ地方裁判所から起訴を受けた。しかし、結局は証拠が不十分であることから、ポーランドにて殺人犯として指名手配されていたにもかかわらず、シュミットは1979年3月20日に再び無罪判決を受け、4月19日に釈放された。
1985年の時点では、ユッツェに暮らしていたと伝えられている。